# Nearchaster musorstomi
Nearchaster musorstomi is een zeester uit de familie Benthopectinidae.
De wetenschappelijke naam van de soort werd in 1985 gepubliceerd door Aziz & Jangoux.